# Rikard Svensson
Karl Rikard Svensson, född 31 maj 1900 i Fridlevstads församling, Blekinge län, död där 12 februari 1996, var en svensk bondson, byggnadssnickare och politiker (s). Landstingspolitiker.
Svensson var från 1954 ledamot av riksdagens första kammare, där han representerade socialdemokraterna i valkretsen Blekinge och Kristianstads län.

## Utgivna tryck
- Minnen och berättelser från hembygden.
- Kommunfullmäktiges 30-åriga verksamhet. 1949
- Fridlevstad Sillhövda,en sockenkrönika. 1972
- Släkt och bygdekrönika. 1973
- Sillhövda sparbank i ord och bild. 1977
- Rödeby en sockenkrönika. 1977

## Artiklar i olika tidskrifter
- Framtidens jordbruk, Bl. posten. 1964
- Reseskildring från Indien, Sydöstran. 1969
- Reseskildring från Island, Sydöstran. 1969
- Landstingsförbundets tidskrift. 1970
- Vår hembygd II (Tvingsboken). 1970
- Fabian Månsson, Sydöstran. 1971
- Blekinge bildningsförbunds årsskrift. 1974
- Bl. folkhögskolas årsbok, Ekskölden. 1974
- Blekinge bildningsförbunds årsskrift. 1975
- Arbetarrörelsens kultursällskap, Stockholm. 1976
- Sällskapet Skånsk samling, årsskrift "SÄASÄ". 1976